# Национальный архив (Краков)

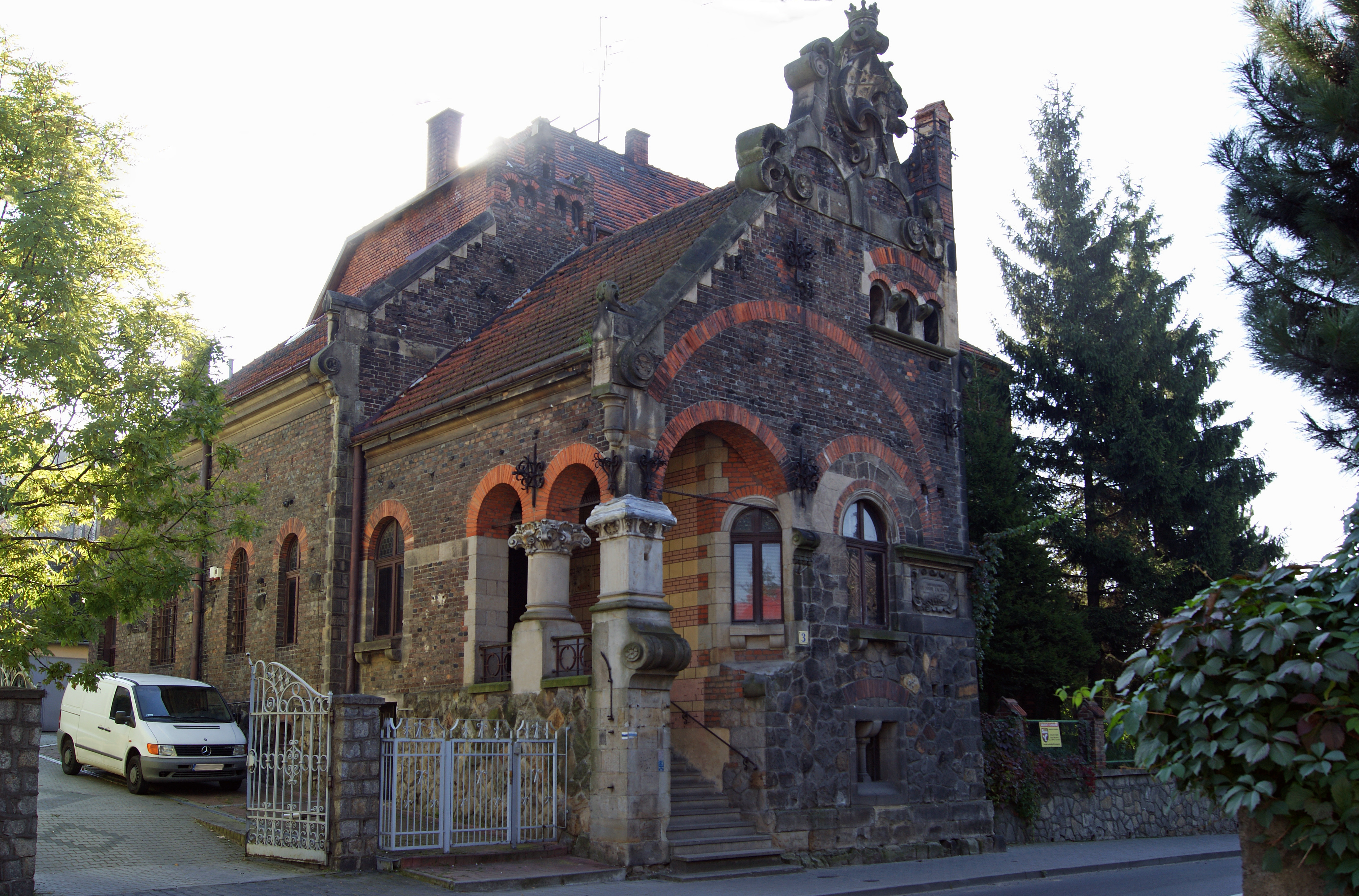
Отдел Краковского национального архива в городе Бохня

Национальный архив Кракова или Краковский национальный архив (пол. Archiwum Narodowe w Krakowie) — государственный архив, находящийся в Кракове, Польша. Администрация архива и несколько его отделов находятся в Кракове в здании на улице Сенной, 16. Во дворе административного здания Национального архива находится памятник Краку.
2 сентября 1878 года в Кракове был основан Краевой архив городских и земских актов. Этот день считается днём основания современного Национального архива. В последующее время наименование этого архива менялось несколько раз. С 1919 по 1936 года архив назывался как «Земской архив», с 1936 года он стал называться «Государственным архивом Кракова».
Одновременно 2 июня 1987 года краковский городской совет основал «Архив древних актов города Кракова». В 1951 году этот архив был включён в число архивов, подчинённых Главному управляющему государственных архивов, а с 1 февраля 1952 года был включён в Государственный архив Кракова.
5 декабря 2012 года решением Министра культуры и национального наследия Государственный архив Кракова был переименован в Краковский национальный архив.
Национальный архив состоит из Центрального отдела в Кракове, состоящего из 8 отделов и отделений в городах Бохня, Новы-Сонч, Тарнуве. В городе Новы-Тарг и населённом пункте Спитковице находятся экспозиции Национального архива.
Центральный отдел состоит из следующих отделов:
- Отдел I — земские и городские старопольские акты, архивы родов и семейств, коллекции и собрания. Находится на Вавеле, 5;
- Отдел II — административные государственные специальные и общие акты, юридические акты XIX—XX веков. Находится на улице Гродзская, 52;
- Отдел III — акты города Кракова, территориального самоуправления, религиозных, образовательных и общественных организаций. В рамках этого отдела действует библиотека архива. Находится на улице Сенной, 16;
- Отдел IV — новые акты после 1945 года и акты городских административных управлений с XIX по XX век, Находится на улице Орешковая, 7;
- Отдел V — картографические материалы и техническая документация. Находится на Любич, 25b;
- Отдел VI — надзор за развитием архивного фонда. Находится на улице Гродская, 52;
- Отдел VII — отдел популяризации архива;
- Отдел VIII — организационный и административный отдел.